# Rectoria de Cabrera
La Rectoria de Cabrera és una casa de l'Esquirol (Osona) inclosa a l'Inventari del Patrimoni Arquitectònic de Catalunya.

## Descripció
Casa dels ermitans o rectoria de planta rectangular coberta a dues vessants i assentada sobre el desnivell de manera que l'entrada que es troba a la banda de migdia correspon al primer pis. El carener és paral·lel a la façana i el portal està situat a l'extrem esquerre, és adovellat i les finestres de la planta baixa estan protegides amb reixes i les del primer pis tenen els ampits motllurats. A la part posterior hi ha l'horta i un gran desnivell. Aquesta edificació s'uneix a la capella per la banda de ponent. Al davant de la casa hi ha un gran esplanada. És construïda amb pedra, alguns sectors són arrebossats. L'estat de conservació es mitjà, ja que l'interior té alguns afegitons de nova construcció

## Història
No queda rastre del Castell que donà nom a la família Cabrera. El santuari va a substituir l'antiga capella dels Cabrera esmentada la 1144 i que fou renovada a mitjans del segle xiii i que més tard es veuria enderrocada pels terratrèmols de 1427 fins que s'erigí el Santuari actual entre 1611 i 1641. El campanar és posterior. La casa dels ermitans o rectoria, avui convertida en hostal, fou refeta al segle xvii i ampliada al XVIII segons una data constructiva que data de 1783.